# Gabrielle Suchon
Gabrielle Suchon (Semur-en-Auxois, 24 de desembre del 1632 - Dijon, 5 de març del 1703) fou una filòsofa francesa del segle XVII que va participar en debats sobre la condició social, política i religiosa de les dones en l'era moderna. Es considera la seua obra protofeminista. Els seus textos més destacats són Traité de la morale et de la politique i Du célibat volontaire.
Sembla que Suchon és la primera filòsofa a produir una obra significativa dedicada exclusivament al tema de les dones. L'escriptura de Suchon és única perquè es dirigeix específicament a les dones, a diferència de la majoria de la filosofia de l'època, l'audiència principal de la qual eren els hòmens.
En les seues obres, Suchon sosté que les dones mereixen els drets naturals de llibertat, aprenentatge i autoritat. Afirma que una dona pot viure una vida plena sense casar-se, i promou el poder del celibat voluntari seglar.

## Biografia
Gabrielle Suchon nasqué a Semur-en-Auxios (Borgonya) el 24 de desembre del 1632, filla de Claude Mongin i Claude Suchon. Sa mare provenia d'una família terratinent relativament acomodada. Molts hòmens de la família Mongin havien exercit de juristes. El pare de Gabrielle provenia d'una línia de nobles menors que històricament havien sigut funcionaris. Claude Suchon fou fiscal del rei fins a la seua mort, el 1645.
Gabrielle Suchon possiblement tingué un germà menut, anomenat Claude Suchon.
Suchon fou autodidacta perquè a les dones se'ls prohibia estudiar en institucions públiques en aquella època. Els seus escrits deixen clar que estava versada en les Sagrades Escriptures i en l'obra de filòsofs i escriptors clàssics i coetanis.
Estudià Sòcrates, Plató, Aristòtil, Ciceró, Sèneca, Plutarc i altres filòsofs antics. Va emprar el seu elogi de les qualitats o figures femenines per a argumentar a favor de la igualtat de sexes.
Coneix l'obra d'escolàstics com sant Tomàs i sant Joan de la Creu. També respon a les afirmacions de l'important tractat feminista De la igualtat dels dos sexes (1673) de François Poullain de la Barre.
Cita evidència de capítols de la Bíblia en el seu Traité de la morale et de la politique. Va passar els primers anys en un convent, on probablement va rebre l'educació religiosa d'una monja. Les monges tenien prohibit llegir directament de les Escriptures sense la interpretació d'un bisbe, la qual cosa implica que Suchon continuà la seua educació bíblica fora del convent. Fou autodidacta i s'especialitzà en la Bíblia, els clàssics i la filosofia coetània després d'escapar del convent.

### Convent de Semur
La vida adulta de Suchon es reconstrueix sobretot per documents oficials de l'Església. El seu parador durant l'etapa adulta continua sent un misteri. La majoria de les fonts diuen que Suchon fou enviada a un convent de dominiques de Semur després de la mort de son pare el 1645 i hi va viure fins al 1666.
Algunes recerques històriques recents han qüestionat quan i per què enviaren Suchon al convent de Semur. Hi ha qui diu que l'enviaren al convent poc després de la mort del seu pare per a alleujar les càrregues econòmiques de la família, i qui considera que l'enviaren al convent uns anys més tard després de no poder assegurar-li un matrimoni desitjable.

### Contestació de vots
Els documents de l'Església han revelat que el 15 d'octubre del 1666 Suchon fou traslladada del convent de Semur al monestir jacobí de Langres. No és pas clar si Suchon s'hi instal·là o no. Hi ha qui especula que Suchon utilitzà la disfressa d'aquesta transferència per a escapar i viatjar a Roma. Va presentar una petició al papa perquè impugnàs els seus vots i es restablís com a laica. La petició de Suchon fou llegida per la Congregació per al Clergat a Roma el 10 de setembre del 1672. Els documents mostren que, al 1673, Suchon ja no era en la llista de monges de Langres. El desig de Suchon de denunciar els seus vots fou la causa de la relació tibant amb la seua família durant la major part de la seua vida.

### Vida com a dona laica
Se sap molt poc sobre la vida de Suchon fora del convent. És molt probable que començàs la seua vida com a laica el 1673. L'evidència suggereix que passà al voltant de vint anys a Dijon ensenyant i escrivint abans de publicar el Traité de la morale et de la politique el 1693.
Va romandre soltera tota la vida. Va morir el 5 de març del 1703 a Dijon, després de passar els darrers anys com a professora i escriptora.

## Obres

### Context
Suchon escrigué mentre es desenvolupava un debat intel·lectual anomenat querella de les dones a Europa (segles XIV-XVII). Els qui hi participaren, hòmens i dones, van respondre als atacs contra les dones debatent la naturalesa moral i social de la feminitat. Els hòmens van dominar el moviment, fins i tot en un gènere que se centrava en la condició de les dones. A causa del contingut de la seua obra i l'època en què escrigué, la majoria d'historiadors consideren que Suchon contribuí a aquest moviment intel·lectual popular.
L'estructura establerta d'arguments pertanyents a la querella de les dones consistia en dos enfocaments: enumerar dones al llarg de la història les accions de les quals van exemplificar la seua vàlua; i analitzar les raons socials i econòmiques per les quals es considerava que les dones eren desiguals. El Traité de la morale et de la politique de Suchon difereix i amplia el model presentat per destacats escriptors en la querella. Suchon és l'única dona participant que escriu un tractat, una forma d'escriptura completa i autoritzada. En aquest, el seu estil i enfocament és original i emfasitza la seua individualitat com a escriptora. La seua escriptura suggereix que ella creia que els seus mètodes eren superiors als estils argumentatius estàndards de la querella.
Suchon és la primera persona que es dedica a la filosofia que condemna completament el matrimoni i discuteix el celibat femení seglar. És una de les primeres persones filòsofes que afirma que la seua audiència són dones, no pas hòmens. Això és significatiu perquè a les dones se'ls havia restringir la lectura i la participació en el treball intel·lectual i, pràcticament, tots els acadèmics establerts eren hòmens llavors. La seua perspectiva es degué considerar radical tant pels intel·lectuals com per la persona comuna, home o dona.

### Tractat de moral i política
Va publicar en un principi el Traité de la morale et de la politique amb el pseudònim GS Aristophile el 1693. El pseudònim consta de les arrels gregues aristo-, que significa 'excel·lència', i -phile, que significa 'amant'. És un joc de paraules que significa 'amant de l'excel·lència'. Encara que Suchon empra un pseudònim, no té por de revelar que és una dona en el prefaci del Traité de la morale et de la politique.
El Tractat sobre moral i política inclou una anàlisi sobre l'opressió femenina i suggereix una solució a aquesta antiga i omnipresent aflicció. Suchon vol motivar les dones a desfer-se dels grillons de la dependència i la ignorància. El tractat es divideix en tres seccions: llibertat, aprenentatge i autoritat. Comença afirmant que moltes dones creuen que la seua condició "inferior" és natural per al seu sexe. Suchon condemna aquesta idea i afirma que les dones tenen una capacitat d'aprenentatge i autogovern igual a la dels hòmens; i que el confinament de les dones a l'esfera privada és un mecanisme d'opressió. Insta les dones a resistir les expectatives socials i a adquirir educació per tal de revertir l'injust sotmetiment als hòmens.
Afirma que la religió i les Escriptures s'estan utilitzant per a reforçar la subjugació de les dones a la supremacia masculina. La seua idea de l'autonomia femenina repta directament l'autoritat dels esposos i els eclesiàstics.
Usa textos clàssics i religiosos per a argumentar per l'apoderament femení. Aquest ús és un tema de debat per als historiadors actuals. Els pensadors posteriors a la Il·lustració considerarien l'obra de Suchon sense mèrit filosòfic perquè no exclou els textos religiosos.

#### Llibertat
En la seua secció sobre la llibertat, Suchon descriu la naturalesa complexa i extensa de la privació de llibertat a les dones històricament.
Dona exemples de dones admirables escriptores i en la història per a demostrar que les dones tenen capacitat de ser independents i iguals als hòmens. Afirma que la llibertat física i la llibertat per a descobrir el coneixement són drets naturals.
Afirma que els hòmens oprimeixen i degraden les dones, i aquestes es veuen obligades a respectar els seus opressors. Suchon afirma que Déu creà els éssers racionals perquè fossen lliures i afirma que quan les dones assoleixen el dret a la llibertat, neguen la idea ancestral que són inherentment inferiors als hòmens.

#### Aprenentatge
Suchon descriu les dones com iguals als hòmens en intel·lecte. Diu que "la privació de coneixement a les dones no s'origina en la llei divina ni natural", i atribueix l'opressió femenina a construccions socials creades pels hòmens. Afirma que "la ignorància és una manera d'esclavitud", i advoca per l'educació com l'eina amb què les dones poden combatre el seu sotmetiment als hòmens.
Des d'un punt de vista religiós, diu que un bon cristià s'esforça a millorar-se a si mateix. Les dones són privades de les eines per a superar-se espiritualment i social, en concret per l'educació. Suchon afirma que, en negar a les dones el dret al coneixement, se'ls nega la capacitat d'actuar en l'àmbit públic.

#### Autoritat
En la tercera secció, l'autora analitza les relacions de poder entre hòmens i dones. Diu que, quan a les dones se'ls nega l'autoritat, se'ls impedeix actuar sobre la tendència innata de fer allò correcte. Considera que Déu donà poder sobre la natura tant a hòmens com a dones i és per això que la suposada superioritat dels hòmens sobre les dones és una distorsió de la voluntat divina.
Emfasitza l'efecte negatiu en la societat i el món per l'opressió femenina. En excloure les dones del debat intel·lectual, la societat en conjunt es veu privada de grans pensadores.
L'obra de Suchon conclou plantejant la qüestió de si les dones poden realment exercir els seus drets dins una societat creada per i per als hòmens.

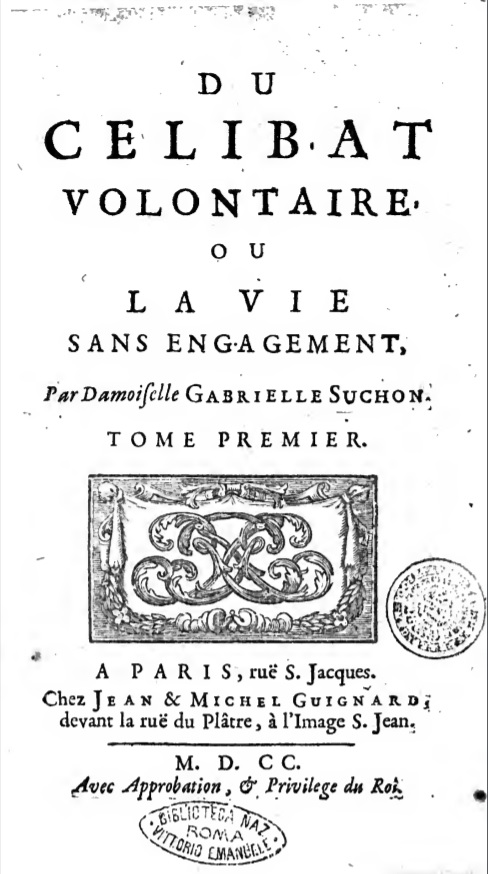
Du Celibat Volontaire, Gabrielle Suchon (1700)

### Du célibat volontaire(Sobre la vida célibe lliurement triada)
En Du célibat volontaire, Suchon presenta una altra solució perquè les dones escapen de l'opressió. Concep la llibertat femenina com a autonomia per existir activament o per a viure una vida educada i informada. Sosté que una vida sense restriccions socials en què s'és lliure de perseguir l'intel·lectualisme és millor que el matrimoni i els vots religiosos.
Suchon parla del celibat com neutralitat. Encunya el terme "neutralista" i descriu les dones que viuen la vida celibatària com a tals. La persona "neutralista" es dedica a Déu, ajuda els altres i es cultiva a si mateixa.
Detalla els dotze beneficis del celibat femení. Un benefici important de renunciar al matrimoni és cuidar els pobres en lloc de tenir fills. Afirma que una vida celibatària és possible per a dones riques, vídues i per a les dones pobres que treballen per a mantenir-se. Suggereix l'amistat com un remei per a la malenconia que comporta la manca de vincles familiars.
Considera el celibat no com una virtut religiosa, sinó com un mitjà pràctic per obtenir autonomia individual i la llibertat de les dones. No descarta que algunes dones puguen sentir la inclinació cap als vots religiosos i les anima a seguir el camí religiós. Condemna enèrgicament, però, els pares que imposen la vida religiosa a les seues joves i ingènues filles per motius egoistes.
Rebutja la idea àmpliament acceptada que les dones havien d'estar enclaustrades (separades dels hòmens) per a allunyar les temptacions sexuals. De fet, ella dona fe que les monges són tan susceptibles als pecats de la carn com les dones seglars. Afirma que, si bé era àmpliament acceptat que les monges tenien autoritat religiosa, els clergues catòlics reservaven el coneixement diví per als membres masculins.

## Reconeixement
L'obra de Suchon va rebre certa atenció a l'estat francés quan la publicà. Tant el Traité de la morale et de la politique (1693) com Du Célibat volontaire (1700) els ressenyaren en Le Journal des Savants, una de les revistes intel·lectuals més importants. Du Célibat volontaire també aparegué en una altra revista notable, Nouvelles de la République des Lettres. El reconeixement d'aquestes revistes mostra que alguns intel·lectuals veieren la qualitat del treball de Suchon i el tingueren en compte.(1)

## Llegat
L'obra de Suchon fou relativament desconeguda fins al segon ressorgiment del Moviment feminista en la dècada dels 1980. Els historiadors argumenten que la seua obra no tingué una popularitat significativa perquè els intel·lectuals masculins desacreditaven l'escriptura "feminitzada" al llarg de l'era moderna primerenca. En la dècada dels 1980, la vida i obra de Suchon foren estudiades per primera vegada per historiadores i filòsofes feministes. A finals del segle XX Suchon fou considerada una influent filòsofa moral i escriptora feminista en la comunitat acadèmica.
El treball de Suchon serveix com un valuós document històric. Fins al segle XVII, a les dones europees se'ls oferien dos camins: trobar marit o fer-se monja. El matrimoni asfixiava enormement la llibertat de les dones i, a vegades, el convent era l'únic lloc on se'n podien independitzar de la discriminació de sexe. Els escrits de Suchon mostren la dificultat que enfronten les dones per a obtenir una educació, la realitat del matrimoni i la vida en els convents en l'era moderna.
Es considera que Suchon és l'escriptora més prominent a favor de les dones durant el regnat de Lluís XIV, una època en què els esforços intel·lectuals i la llibertat econòmica de les dones estaven fortament reprimits a l'estat francés. Marie de Gournay, una important escriptora feminista, és la coetània més semblant a Suchon.
Amb motiu del 300 aniversari de la seua mort el 2003, un carrer duu el nom de Gabrielle Suchon a la seua ciutat natal, Semur-en-Auxois.

### Distribució d'obres
Es trobà una còpia de Du célibat volontaire al claustre de Billettes, la qual cosa suggereix que l'obra de Suchon es va llegir en almenys un convent. Els historiadors han trobat còpies físiques del Traité de la morale et de la politique a París, Grenoble, Dijon, Besançon i Ais de Provença. Du Célibat volontaire s'ha descobert a Besançon i París, així com en la Bayerische Staatsbibliothek, Göttingen, Florència i Roma. La major difusió de la segona obra de Suchon podria ser conseqüència dels viatges de francesos a l'estranger o perquè els impressors porten el text a fires comercials.

### Posició en la història feminista
Suchon escrigué en una època en què "feminista" no era un terme conegut ni un gènere d'escriptura i estudi. Es descriu millor com una protofeminista perquè els seus escrits reflecteixen la direcció del futur moviment feminista. En els darrers anys, els acadèmics l'han qualificada com a precursora d'una de les feministes més notables, Simone de Beauvoir.
Suchon proposa un nou estatus social i legal per a les dones. Les seues obres són una crida perquè les dones trenquen amb les expectatives de gènere i assolisquen una nova llibertat. En termes moderns, Suchon podria considerar-se una de les primeres dones activistes. També és una de les primeres persones que es dediquen a la filosofia per debatre específicament el tema dels drets humans.

## Cites
- "Per a descobrir la font, l'origen i les causes de la ignorància, la coacció i la dependència en què passen la vida les persones del sexe femení, demostre amb arguments pertinents i contundents que la conducta que se'ls imposa es basa en el costum, i no en una incapacitat natural d'estudiar, governar o actuar lliurement, i així no es pot pas qüestionar la seua capacitat per a realitzar grans i belles gestes". (Gabrielle Suchon, Traité de la morale et de la politique, prefaci al tractat.)[8]
- “La privació és un camp tan fèrtil i abundant en misèries que els seus productes són infinits. Parlar de tota la fruita amarga que s'obliga a tastar a les persones del sexe femení seria una tasca interminable". (Gabrielle Suchon, Traité de la morale et de la politique, prefaci al tractat.)[9]
- "Atés que la llibertat és un afer extremament delicat, el coneixement és elevat i sublim, i l'autoritat és il·lustre i sorprenent, i atès que a les persones del sexe femení se'ls neguen aquestes tres prerrogatives en la major mesura possible, he de defensar el meu cas amb poderosos suports". (Gabrielle Suchon, Traité de la morale et de la politique, prefaci al tractat.)[10]
- "El valor o la bellesa del llenguatge pareix assemblar-se al valor de la roba i la moda, que canvien contínuament". (Gabrielle Suchon, Traité de la morale et de la politique, prefaci al tractat.)[11]
- "Com aquest llibre és nou pel seu títol i sense precedents pel seu contingut i tema, vaig fer que el treball fos incontestable amb un raonament poderós en lloc d'un discurs polit, que captiva la ment immediatament, però no la nodreix completament, la qual cosa l'enlluerna momentàniament abans de deixar-la buida per sempre". (Gabrielle Suchon, Traité de la morale et de la politique, prefaci al tractat.)[12]
- "La meua única intenció en aquest tractat ha estat inspirar generositat i magnanimitat en les persones del sexe femení perquè puguin protegir-se contra la constrenyiment servil, la ignorància estúpida i la dependència vil i degradant". (Gabrielle Suchon, Traité de la morale et de la politique, prefaci al tractat.)[13]
- "La desigualtat entre les persones és molt gran: alguns no estan destinats a reparar les ruïnes de l'espècie humana, mentre que altres no són prou forts per a portar una vida galant i d'oració". (Gabrielle Suchon, Du célibat volontaire, pròleg.)[14]
- "Si les persones enclaustrades aprecien els llibres que parlen de la vida religiosa, és igualment apropiat que aquest tractat sobre el celibat voluntari pertanga específicament als neutralistes. És a aquestes ànimes generoses -que es dediquen de ple a servir Déu, ajudar el proïsme i millorar-se cada vegada més- a les quals presente aquesta obra”. (Gabrielle Suchon, Du célibat volontaire, pròleg.)[14]
- "[Aquells que abracen el celibat] estan contents amb el poder d'elecció que tenen sense ni tan sols exercir-lo; estimen totes les altres condicions, però en prefereixen les seues pròpies, que saben que els convenen de manera única i totalment necessària". (Gabrielle Suchon, Du célibat volontaire, pròleg.)[15]
- "I com les dones, pels llaços del matrimoni, estan subjectes als seus marits, apegades als fills, i preocupades pels servents i la cerca de possessions temporals -espines de veritat que causen fatigues i dificultats inconcebibles-, descriuré la felicitat de les persones lliures, exemptes de tals problemes". (Gabrielle Suchon, Du célibat volontaire, pròleg.)[16]

### Traducció de font primària
- A Woman Who Defends All the Persons of Her Sex: Selected Philosophical and Moral Writings, Gabrielle Suchon, translated by Domna C. Stanton and Rebecca M. Wilkin, University of Chicago Press (2010) ISBN 0-226-77921-1 (includes English translations of Traité de la morale et de la politique and Du célibat volontaire).

### Articles secundaris
- 'Gabrielle Suchon: De l’éducation des femmes' in Seventeenth Century French Studies' (Desnain, 2004).
- 'Gabrielle Suchon: Militant Philosophy in Seventeenth-Century France' (Desnain, 2012).
- 'Gabrielle Suchon’s Neutralistes, in Relations and Relationships' (Desnain, 2006).
- 'Gabrielle Suchon: une Ecrivaine engagée pour une vie sans engagement' (A Writer Committed To a Life Without Commitment), Sonia Bertolini (1997).